# つるや (ゴルフ)
つるや株式会社は、大阪市中央区に本社を置く、ゴルフ用品の販売等を手掛ける企業である。

## 概要
ゴルフ用品店を北海道から沖縄、上海に計93店舗を展開しており、業界大手である。オリジナルブランド（アクセル、ゴールデンプリックス、ワンサイダー）の開発・製造も行っており、滋賀県彦根市には工場を有する。
また、ゴルフ練習場も大阪府、兵庫県、福岡県、神奈川県、三重県に11ヶ所展開しており、ゴルフ場「つるやカントリークラブ西宮北コース」の運営も行っている。
1994年から2014年まで開催されていたつるやオープンゴルフトーナメントを主催していた。

## 沿革
- 1966年（昭和41年） - 会社設立
- 1979年（昭和54年） - 本社・本店を現在地に移転
- 1994年（平成6年） - 第1回つるやオープンゴルフトーナメント開催
- 1999年（平成11年） - 新本社・本店が完成